# Kōichi Yamazaki
Kōichi Yamazaki (jap. 山崎 弘一, Yamazaki Kōichi; * um 1950) ist ein japanischer Jazzmusiker (Kontrabass).
Kōichi Yamazaki war ab den 1970er-Jahren in der Tokioter Jazzszene aktiv, u. a. im Trio des Pianisten Shoji Aketagawa, mit dem auch 1973 erste Aufnahmen entstanden (Fly Me to the Moon). In den folgenden Jahren arbeitete er u. a. mit  Kazumi Odagiri, Kōichi Matsukaze (At the Room 427, 1975), in der Formation Seikatsu Kōjō Iinkai und mit Fumio Itabashi. Nach Tom Lord war er im Bereich des Jazz zwischen 1974 und 1986 an zehn Aufnahmesessions beteiligt; in späteren Jahren nahm er noch im Duo mit dem Saxophonisten Naohiro Kawashita das Album Duo: I Guess Everything Reminds You of Something (Chitei Records, 2001) auf, mit Coverversionen von Standards wie „Alone Together“, „Besame Mucho“ und „Now’s the Time“.